# René-Philippe-Louis Binetruy de Grandfontaine
René-Philippe-Louis Binetruy de Grandfontaine (* 26. August 1723 in Besançon; † 3. Dezember 1795 ebenda) war ein französischer Rechtsgelehrter.

## Leben
René-Philippe-Louis Binetruy de Grandfontaine entstammte einer angesehenen Familie, die schon viele ausgezeichnete Juristen hervorgebracht hatte. Er widmete sich selbst ebenfalls dieser Wissenschaft, hatte bereits in den alten und neueren Sprachen sowie der Literatur umfassende Kenntnisse erworben und las auch nach der Beendigung seiner Studien und dem erfolgreichen Eintritt in die juristische Laufbahn noch immer die englischen und italienischen Schriftsteller mit besonderer Vorliebe. Wie seiner Vater wurde er Advokat beim Parlement von Besançon. Auch war er Mitglied der Académie des sciences, belles-lettres et arts de Besançon et de Franche-Comté seit deren Gründung (1752) sowie 1757 deren Vizepräsident, von 1762 bis 1769 deren ständiger Sekretär und 1770 deren Präsident. In dieser Eigenschaft hielt er eine Reihe durch Gründlichkeit und Unparteilichkeit ausgezeichneter Lobreden beim Tod vieler Genossen, so auf De Clevans, Évrard Titon du Tillet, den Mathematiker Yard, den Marquis Dumesnil, den Präsidenten de Courbouzon und den Abbé d’Olivet. Ferner verfasste er mehrere Abhandlungen, insbesondere die Mémoires pour servir à l’histoire des négociations d’Antoine Brun und den Discours sur l’émulation. Alle diese Schriften befinden sich im Archiv der Akademie und wurden von mehreren Literaturhistorikern zum Vorteil der Gelehrtengeschichte benutzt.
Grandfontaine erwarb sich die Achtung seiner Mitbürger und wurde von diesen 1766 zum Maire von Besançon gewählt. Nach der Bestätigung seiner Wahl durch den König bemühte er sich, das Wohl der Stadt und ihrer Einwohner zu fördern. Er übte das Bürgermeisteramt bis 1769 aus und wurde im folgenden Jahr zum Rat beim Obersteuerkollegium in Paris ernannt. Nun teilte er in der Hauptstadt seine Zeit zwischen den Pflichten seines Amtes und der Pflege der Wissenschaften bis zum Jahr 1789. Die ersten Anzeichen der Französischen Revolution erschreckten ihn derart, dass er sich eilig in seine Vaterstadt zurückzog. Dort hoffte er bei seiner Familie sicher zu sein. Aber die strengen Gesetze jener Zeit gegen flüchtige Beamte brachten auch ihn in ein ungesundes Gefängnis, in dem er bis zum 9. Thermidor (27. Juli 1794), dem Ende der Terrorherrschaft, schmachtete und den Keim einer gefährlichen Krankheit in sich aufnahm. Diese brach bald nach seiner Freilassung aus und raffte ihn am 3. Dezember 1795 in seinem 72. Lebensjahr hinweg.
Unter Grandfontaines handschriftlichem Nachlass, der in den Besitz seines Neffen Isabey überging, befinden sich Abhandlungen über einige wichtige Punkte der Franche-Comté, Untersuchungen über die in dieser Provinz durch ihr Wirken berühmte Familie Chifflet unter dem Titel Chiffletiana, Denkschriften über verschiedene Zweige der Verwaltung, Untersuchungen zu den vorzüglichsten Werken der griechischen und römischen Philosophen und poetische Versuche, die größtenteils Nachahmungen der alten Dichter sind. Auffallend ist, dass keine seiner Schriften gedruckt wurde. Er stand mit vielen Gelehrten seiner Zeit in Briefverkehr und zählte namentlich Charles-Marie Fevret de Fontette, für den er viele wertvolle Beiträge zur neuen Ausgabe der Bibliothèque de France verfasste, Schöpflin, Querlon, d’Olivet, den Abbé Bullet, Droz und den Abbé Talbert zu seinen Freunden.